# Dürrwangen
Dürrwangen là một đô thị ở huyện Ansbach bang Bayern nước Đức. Đô thị Dürrwangen có diện tích 23,03 km², dân số thời điểm ngày 31 tháng 12 năm 2015 là 2585 người.